# 帕查斯區
9°42′20″S 76°46′17″W / 9.7055°S 76.7715°W
帕查斯區（西班牙語：Distrito de Pachas），是秘魯的一個區，位於該國中部瓦努科大區的五月二日省，面積264.7平方公里，海拔高度3,452米，2005年人口8,538，人口密度每平方公里32人。